# 连二次硝酸盐
连二次硝酸盐是含有连二次硝酸根N
2O2−
2（[ON=NO]2−）的化合物，而相关的连二次硝酸酯则是结构为R1−O−N=N−O−R2的化合物，其中R1和R2都是有机基团。它们可看作是连二次硝酸H
2N
2O
2形成的盐和酯。

## 连二次硝酸根
连二次硝酸根有顺反异构。诸如连二次硝酸钠（Na
2N
2O
2）和连二次硝酸银（Ag
2N
2O
2）的连二次硝酸盐中的连二次硝酸根通常呈反式结构。
顺式连二次硝酸根比反式连二次硝酸根活泼，存在于顺式连二次硝酸钠中。它几乎是平的，N−O键长140 pm、N−N键长120 pm、O−N−N键角119°。

## 连二次硝酸酯
连二次硝酸酯R1−O−N=N−O−R2可由连二次硝酸银Ag
2N
2O
2和卤代烃反应产生，例如和叔丁基氯反应产生连二次硝酸二叔丁酯。除此之外，连二次硝酸还可以形成二乙酯、二丙酯、二丁酯和二苄酯。它们可以产生烷氧基自由基。

## 制备
连二次硝酸钠的顺式异构体可由氧化钠和一氧化二氮在高温下反应而成，而反式异构体则通过亚硝酸钠水溶液与钠汞齐的反应产生。其它连二次硝酸盐可以以连二次硝酸钠为原料制备。

## 反应
连二次硝酸根是双齿配体，红色的[(NH3)5Co(μ-N2O2)Co(NH3)5]4+就是一例。连二次硝酸盐对还原剂稳定，但在某些条件下会变成还原剂，如和碘的反应：
N
2O2−
2 + 3 I
2 + 3 H
2O → NO−
3 + NO−
2 + 6 HI
连二次硝酸盐和液态四氧化二氮的反应缓慢，但如果反应在硝基甲烷里发生，那么反应会变得迅速：
[O−N=N−O]2− + 2 N
2O
4 → 2 NO−
3 + [ONON=NONO]
[ONON=NONO] → N
2 + 2 NO
2